# Бельно-су-Пуйи
Бельно́-су-Пуйи́ (фр. Bellenot-sous-Pouilly) — коммуна во Франции, находится в регионе Бургундия. Департамент коммуны — Кот-д’Ор. Входит в состав кантона Пуйи-ан-Осуа. Округ коммуны — Бон.
Код INSEE коммуны — 21062.

## Население
Население коммуны на 2010 год составляло 228 человек.
| 1962 | 1968 | 1975 | 1982 | 1990 | 1999 | 2010 |
| ---- | ---- | ---- | ---- | ---- | ---- | ---- |
| 219  | 233  | 178  | 183  | 188  | 199  | 228  |

## Экономика
В 2010 году среди 140 человек трудоспособного возраста (15—64 лет) 104 были экономически активными, 36 — неактивными (показатель активности — 74,3 %, в 1999 году было 70,9 %). Из 104 активных жителей работали 93 человека (47 мужчин и 46 женщин), безработных было 11 (4 мужчины и 7 женщин). Среди 36 неактивных 9 человек были учениками или студентами, 22 — пенсионерами, 5 были неактивными по другим причинам.